# Hollister (California)
Hollister è una città dello stato statunitense della California, capoluogo della contea di San Benito, nella Central Coast. 
Al censimento del 2020 aveva una popolazione di 41.678, rendendola una delle più grandi città della Baia di Monterey. È una famosa città agricola famosa per la produzione di albicocche, olio d'oliva, melograno e cioccolato.